# Pierre Bengtsson
Pierre Thomas Robin Bengtsson (ur. 12 kwietnia 1988 w Kumli) – szwedzki piłkarz występujący na pozycji obrońcy w Djurgårdens IF oraz w reprezentacji Szwecji.

## Kariera klubowa
Bengtsson treningi rozpoczął w 1993 w klubie IFK Kumla. W 2004 przeszedł do juniorów zespołu AIK Fotboll. W 2006 został włączony do jego pierwszej drużyny, grającej w Allsvenskan. W tych rozgrywkach zadebiutował 27 sierpnia 2006 w wygranym 5:1 pojedynku z Östers IF.
W 2009 odszedł do duńskiego FC Nordsjælland. W Superligaen pierwszy mecz zaliczył 4 października 2009 przeciwko Brøndby IF (3:6). 6 maja 2010 w przegranym 1:2 spotkaniu z Odense Boldklub strzelił pierwszego gola w Superligaen. W tym samym roku zdobył z zespołem Puchar Danii.
W styczniu 2011 Bengtsson podpisał kontrakt z FC København. W sezonie 2010/2011 oraz 2012/2013 zdobył z tym klubem mistrzostwo Danii.
W 2015 przeszedł do 1. FSV Mainz 05. W Bundeslidze zadebiutował 31 stycznia 2015 w wygranym 5:0 spotkaniu z Paderborn. Latem 2016 wypożyczono go do SC Bastia. W Ligue 1 pierwszy mecz rozegrał 10 września 2016 z Toulouse FC (2:1).
W 2017 wrócił do FC København. Z zespołem z Kopenhagi w sezonie 2018/2019 zdobył trzecie w karierze mistrzostwo Danii. 1 lutego 2021 został wypożyczony do Vejle BK. 23 stycznia 2022 przeszedł do Djurgårdens IF.

## Kariera reprezentacyjna
W reprezentacji Szwecji Bengtsson zadebiutował 19 stycznia 2011 w wygranym 2:1 towarzyskim meczu z Botswaną. Został powołany na Euro 2020, na którym wystąpił w trzech spotkaniach.